# 47 Meters Down
47 Meters Down (titulada: A 47 metros en España y Terror a 47 metros en Hispanoamérica) es una película de terror británica de 2017 dirigida por Johannes Roberts, escrita por Roberts y Ernest Riera, y protagonizada por Mandy Moore, Claire Holt, Chris J. Johnson, Yani Gellman, Santiago Segura y Matthew Modine. Fue estrenada el 16 de junio de 2017 y ha recaudado más de 61 millones de dólares en todo el mundo.

## Sinopsis
La trama sigue a dos hermanas que van de vacaciones a México y son invitadas a ir en una jaula de buceo y ver a los tiburones de cerca. Pero cuando el cable que sostiene la jaula se rompe y se hunde en las profundidades del océano, a 47 metros bajo el agua con las dos muchachas atrapadas dentro, deben encontrar una manera de escapar, con su suministro de aire bajo y siendo acosadas por grandes tiburones blancos.
El terror se ve reflejado en las diferentes dificultades que deben atravesar a lo largo de una hora para que la guardia costera llegue a rescatarlas. 

## Reparto
| Actor              | Personaje   | Notas               |
| ------------------ | ----------- | ------------------- |
| Mandy Moore        | Lisa        |                     |
| Claire Holt        | Kate        |                     |
| Chris J. Johnson   | Javier      |                     |
| Yani Gellman       | Louis       |                     |
| Santiago Segura    | Benjamin    |                     |
| Matthew Modine     | Cap. Taylor |                     |
| James Van Der Beek | Stuart      | Escenas eliminadas. |

## Producción
Mandy Moore y Claire Holt aprendieron a bucear para la película ya que no tenían experiencia. La mayoría de la filmación submarina ocurrió en el estudio subacuático en Basildon, Essex en el Reino Unido y para las escenas exteriores fueron filmadas en República Dominicana.
La jaula de los tiburones y la grúa se construyeron en una granja en Kent. James Van Der Beek fue elegido como el novio de Lisa, Stuart, y filmó varias escenas con Mandy Moore. Sin embargo, todas esas escenas fueron cortadas. La versión final de la película sólo hace referencia a Stuart. Para replicar los organismos encontrados bajo el agua, se añadió brócoli finamente picado al tanque. Mandy Moore dijo que era bastante desagradable después de unas semanas, y lo comparó con rodar en una sopa.

## Lanzamiento
Dimension Films fue el distribuidor original que inicialmente fue planeado estrenarse en DVD y VOD el 2 de agosto de 2016. Sin embargo, el 25 de julio, Variety reportó que Dimension ha vendido los derechos a Entertainment Studios. Entertainment Studios canceló el estreno en DVD el 2 de agosto y en su lugar fue estrenada en cines en los Estados Unidos el 16 de junio de 2017. Dimension ya había enviado a proyectistas y a la prensa los DVD de la película a los minoristas antes del acuerdo. Los DVD bajo el nuevo título In the Deep fueron renombradas; Sin embargo, varios minoristas irrumpieron el estreno en las calles y un puñado de copias físicas se vendieron y han aparecido en eBay como artículos de coleccionistas. Después del percance, Entertainment Studios revirtió el título original a 47 Meters Down.

### Recaudación
En Norteamérica, 47 Meters Down fue lanzada junto a All Eyez on Me, Rough Night y Cars 3, y fue inicialmente proyectada para recaudar alrededor de 5 millones de US$ en 2300 salas de cine en su fin de semana de apertura. Sin embargo hizo 4,5 millones US$ en su primer día (incluyendo 735 000 US$ en la noche del jueves), incrementando en su fin de semana un estimado de 11 millones de US$. Recaudó 11,5 millones de US$, terminando en quinto lugar en la taquilla.

### Recepción
En Rotten Tomatoes, el film tiene una aprobación de 55 % basado en 66 comentarios, con una mediación de 5,6/10. El consenso del sitio web dice lo siguiente, «47 Meters Down no toma su premisa aterradora tan lejos como debería, pero sus antagonistas dentales todavía ofrecen algunas emociones para los entusiastas de los géneros menos exigentes». En Metacritic, se le asigna una puntuación normalizada, tiene una calificación de 55 sobre 100, basado en 19 críticas, indicando "críticas mixtas". En CinemaScore, las audiencias le da una calificación de C en la escala de la A+ a F.